# Kessel (motorfiets)
Kessel is een historisch merk van motorfietsen.
Kessel & Schmidt, Pößneck (1923-1925).
Duits motormerk dat 166- en 268cc-tweetakten produceerde.